# Мария Стоянова (баскетболистка)
Мария Стоянова е българска баскетболистка.
Родена е на 19 юли 1947 година. Тренира в баскетболния отбор на „Локомотив – София“ и „Академик – София“ и участва в националния отбор. С него печели бронзов медал на Олимпиадата в Монреал (1976).